# Black Moon Rising
Black Moon Rising (Brasil: O Erro Fatal ) é um filme de ação e suspense produzido nos Estados Unidos, dirigido por Harley Cokliss e lançado em 1986.